# エーシンヴァーゴウ
エーシンヴァーゴウ（欧字名:A Shin Virgo、2007年3月19日 - ）は日本の競走馬、繁殖牝馬。主な勝ち鞍に2011年のアイビスサマーダッシュ、セントウルステークス。2011サマースプリントシリーズのチャンピオン。
馬名の由来は冠名（エーシン）に乙女座。

## 戦績

### 2009年 - 2010年
2009年11月7日、京都競馬場のダート1400メートルの2歳新馬戦でデビュー。単勝1番人気に推されるも7着に敗れる。翌週11月14日の2歳未勝利戦（芝1200メートル）に連闘で出走し、初勝利を挙げる。
4か月の休養後、2010年も引き続き芝の短距離レースを使われ、6月13日に京都の500万円以下、11月28日に京都の1000万円以下をそれぞれ1番人気に応えて勝った。一方で6月27日に阪神競馬場の阪神ドリームプレミアムで13着、12月に中山競馬場の中山ウインタープレミアムで11着と、2度二桁着順に敗れている。当時は頑固な気性が大敗の要因ともなっており、厩舎スタッフが馬の気持ちに配慮する一方、馬具を工夫して装着するなどの矯正が行われた。

### 2011年
4か月休養後の2011年4月、小倉競馬場のオラシオンステークスに勝ち、オープン入りした。続く5月には、新潟競馬場の直線1000メートルで行われたルミエールステークスを1番人気に応えて逃げ切り、オープン初勝利となる。
夏は2011サマースプリントシリーズに参戦した。まず初の重賞出走ともなったアイビスサマーダッシュでは1番人気に推され、コースレコードに0秒1差のタイムで勝利。続く北九州記念でも1番人気に推されたが3着に敗れ、連勝は3で止まったが、最終戦のセントウルステークスでは2番手の位置取りから進め、ダッシャーゴーゴーや外国馬との接戦を制して重賞2勝目を挙げた。その結果、同じく重賞2勝を挙げていたカレンチャンをポイントで上回り、シリーズチャンピオンとなった。
GI初出走となったスプリンターズステークスでは7番人気まで評価を落としたが、カレンチャンには敗れたものの3着となる。

### 2012年
2012年、明け5歳の緒戦は1月28日のシルクロードステークス。先団グループに付けたが斤量に泣き15着に敗れた。短距離GIはコーナーのある高松宮記念ではなく、直線のアルクォズスプリントを選択。招待を受諾した。続くオーシャンステークスは4・5番手でレースを進めたが直線で伸び切れず10着に敗れた。3月31日のアルクォズスプリントでは4・5番手を追走するが脚色が一杯になり12着に敗れる。帰国後、2連覇を狙ってアイビスサマーダッシュに出走したが3着。続く北九州記念は好位でレースを進めたが直線で伸び切れず8着に敗れた。セントウルステークスは先行するも6着、スプリンターズステークスも先行するも7着に敗れた。京阪杯で10着に敗れたのを最後に引退、12月12日に登録を抹消された。引退後は生まれ故郷の栄進牧場に戻り、繁殖牝馬になる。

## 競走成績
| 年月日     | 競馬場   | 競走名          | 格       | 頭数 | オッズ （人気） | オッズ （人気） | 着順 | 騎手       | 斤量 [kg] | 距離（馬場）  | タイム （上り3F） | タイム 差 | 勝ち馬/（2着馬）       |
| ---------- | -------- | --------------- | -------- | ---- | --------------- | --------------- | ---- | ---------- | --------- | ------------- | ----------------- | --------- | ---------------------- |
| 2009.11.07 | 京都     | 2歳新馬         |          | 16   | 02.6            | （1人）         | 07着 | C.ルメール | 54        | ダ1400m（良） | 1:26.6 (39.5)     | -1.1      | タガノディーバ         |
| 0000.11.14 | 京都     | 2歳未勝利       |          | 13   | 04.6            | （3人）         | 01着 | C.ルメール | 54        | 芝1200m（良） | 1:10.8 (35.6)     | -0.0      | （ペガサスヒルズ）     |
| 2010.03.13 | 阪神     | 3歳500万下      |          | 12   | 04.6            | （3人）         | 03着 | 福永祐一   | 54        | 芝1200m（良） | 1:10.4 (36.0)     | -0.4      | アーリーデイズ         |
| 0000.04.11 | 阪神     | 3歳500万下      |          | 13   | 04.0            | （3人）         | 02着 | 福永祐一   | 54        | 芝1200m（良） | 1:08.8 (34.5)     | -0.0      | スプリングサンダー     |
| 0000.05.01 | 京都     | 3歳500万下      |          | 15   | 01.8            | （1人）         | 02着 | 岩田康誠   | 54        | 芝1200m（良） | 1:08.1 (33.8)     | -0.2      | バクシンポイント       |
| 0000.06.13 | 京都     | 3歳500万下      |          | 18   | 02.1            | （1人）         | 01着 | 岩田康誠   | 54        | 芝1200m（良） | 1:08.1 (34.6)     | -0.8      | （オクルス）           |
| 0000.06.27 | 阪神     | 阪神ドリームP   | 1000万下 | 16   | 02.7            | （1人）         | 13着 | 岩田康誠   | 52        | 芝1200m（稍） | 1:10.9 (36.8)     | -1.0      | アグネスナチュラル     |
| 0000.11.07 | 京都     | 3歳上1000万下   |          | 14   | 03.4            | （2人）         | 02着 | 福永祐一   | 54        | 芝1200m（良） | 1:08.9 (34.6)     | -0.2      | アルーリングライフ     |
| 0000.11.28 | 京都     | 3歳上1000万下   |          | 14   | 01.8            | （1人）         | 01着 | 福永祐一   | 54        | 芝1200m（良） | 1:08.6 (34.6)     | -0.1      | （メイショウローラン） |
| 0000.12.19 | 中山     | 中山ウインターP | 1600万下 | 16   | 04.3            | （2人）         | 11着 | M.デムーロ | 54        | 芝1200m（良） | 1:08.9 (34.3)     | -0.8      | ブルーミンバー         |
| 2011.04.03 | 小倉     | オラシオンS     | 1600万下 | 16   | 07.9            | （4人）         | 01着 | 鮫島良太   | 55        | 芝1200m（良） | 1:07.7 (34.5)     | -0.0      | （ダノンブライアン）   |
| 0000.05.29 | 新潟     | ルミエールS     | OP       | 12   | 03.3            | （1人）         | 01着 | 田辺裕信   | 54        | 芝1000m（重） | 0:55.0 (32.8)     | -0.1      | （ストロングポイント） |
| 0000.07.17 | 新潟     | アイビスサマーD | GIII     | 15   | 03.4            | （1人）         | 01着 | 福永祐一   | 54        | 芝1000m（良） | 0:53.8 (31.8)     | -0.3      | （エーブダッチマン）   |
| 0000.08.14 | 小倉     | 北九州記念      | GIII     | 16   | 03.1            | （1人）         | 03着 | 田辺裕信   | 55.5      | 芝1200m（良） | 1:07.3 (34.7)     | -0.1      | トウカイミステリー     |
| 0000.09.01 | 阪神     | セントウルS     | GII      | 15   | 06.4            | （2人）         | 01着 | 田辺裕信   | 55        | 芝1200m（良） | 1:08.5 (34.3)     | -0.0      | （ラッキーナイン）     |
| 0000.10.02 | 中山     | スプリンターズS | GI       | 15   | 21.0            | （7人）         | 03着 | 福永祐一   | 55        | 芝1200m（良） | 1:07.7 (34.3)     | -0.3      | カレンチャン           |
| 2012.01.28 | 京都     | シルクロードS   | GIII     | 16   | 09.4            | （3人）         | 15着 | 田辺裕信   | 56.5      | 芝1200m（良） | 1:09.8 (35.2)     | -1.5      | ロードカナロア         |
| 0000.03.03 | 中山     | オーシャンS     | GIII     | 16   | 13.8            | （7人）         | 10着 | 田辺裕信   | 55        | 芝1200m（重） | 1:09.9 (36.1)     | -0.7      | ワンカラット           |
| 0000.03.31 | メイダン | アルクォズS     | G1       | 15   | --.-            | ---             | 12着 | 福永祐一   | 55        | 芝1000m（良） | -:--.-（--.-）    | --.-      | Ortensia               |
| 0000.07.22 | 新潟     | アイビスSD      | GIII     | 18   | 07.8            | （4人）         | 03着 | 田辺裕信   | 55        | 芝1000m（重） | 0:54.5 (32.4)     | -0.3      | パドトロワ             |
| 0000.08.19 | 小倉     | 北九州記念      | GIII     | 18   | 05.6            | （2人）         | 08着 | 佐藤哲三   | 56        | 芝1200m（良） | 1:07.3 (34.8)     | -0.4      | スギノエンデバー       |
| 0000.09.09 | 阪神     | セントウルS     | GII      | 16   | 13.5            | （4人）         | 06着 | 佐藤哲三   | 55        | 芝1200m（良） | 1:07.6 (33.8)     | -0.3      | エピセアローム         |
| 0000.09.30 | 中山     | スプリンターズS | GI       | 16   | 61.5            | （13人）        | 07着 | 内田博幸   | 55        | 芝1200m（良） | 1:07.2 (34.3)     | -0.5      | ロードカナロア         |
| 0000.11.24 | 京都     | 京阪杯          | GIII     | 18   | 09.6            | （5人）         | 10着 | 福永祐一   | 55        | 芝1200m（良） | 1:08.9 (34.4)     | -0.4      | ハクサンムーン         |

## 繁殖成績
|       | 馬名                     | 生年   | 性 | 毛色 | 父                 | 馬主                     | 厩舎                                                                         | 戦績                  |
| ----- | ------------------------ | ------ | -- | ---- | ------------------ | ------------------------ | ---------------------------------------------------------------------------- | --------------------- |
| 初仔  | エイシンウルル           | 2014年 | 牝 | 鹿毛 | ディープインパクト | 平井克彦                 | 北海道・田中淳司 →西脇・坂本和也                                             | 10戦0勝（引退・繁殖） |
| 2番仔 | ナンヨーイヴェール       | 2015年 | 牝 | 鹿毛 | ワークフォース     | 中村徳也 →山田力夫       | 美浦・田中剛 →船橋・山田信大                                                 | 11戦0勝（引退）       |
| 3番仔 | リュウヤ                 | 2016年 | 騸 | 鹿毛 | ロードカナロア     | （株）日経住販 →欠畑圭一 | 船橋・佐藤賢二 →船橋・川島正一 →船橋・岡林光浩 →川崎・酒井忍 →水沢・及川良春 | 25戦9勝（引退）       |
| 4番仔 | エイシンヴィーガ         | 2018年 | 牝 | 芦毛 | エイシンヒカリ     | 平井克彦                 | 北海道・安田武広                                                             | （未出走・引退）      |
| 5番仔 | エイシンフリーガー       | 2019年 | 牡 | 鹿毛 | エピファネイア     | （株）栄進堂 →笠原久夫   | 栗東・小崎憲 →西脇・渡瀬寛彰 →高知・宮川浩一                                 | 4戦0勝（引退）        |
| 6番仔 | エイシンキャロッツ       | 2022年 | 牡 | 栗毛 | コパノリッキー     | 平井淑郎                 | 栗東・小崎憲                                                                 | 4戦0勝（現役）        |
| 7番仔 | エーシンヴァーゴウの2024 | 2024年 | 牝 | 鹿毛 | ジャスタウェイ     |                          |                                                                              |                       |

- 2025年4月18日現在

## 血統表
| エーシンヴァーゴウの血統     | エーシンヴァーゴウの血統            | エーシンヴァーゴウの血統   | （血統表の出典）           | （血統表の出典） |
| 父系                         | ノーザンダンサー系                  | ノーザンダンサー系         | ノーザンダンサー系         | [ § 2 ]          |
| 父 *ファルブラヴ 1998 鹿毛   | 父の父Fairy King 1982 鹿毛          | Northern Dancer            | Nearctic                   | Nearctic         |
| 父 *ファルブラヴ 1998 鹿毛   | 父の父Fairy King 1982 鹿毛          | Northern Dancer            | Natalma                    |                  |
| 父 *ファルブラヴ 1998 鹿毛   | 父の父Fairy King 1982 鹿毛          | Fairy Bridge               | Bold Reason                | Bold Reason      |
| 父 *ファルブラヴ 1998 鹿毛   | 父の父Fairy King 1982 鹿毛          | Fairy Bridge               | Special                    |                  |
| 父 *ファルブラヴ 1998 鹿毛   | 父の母Gift of the Night 1990 黒鹿毛 | Slewpy                     | Seattle Slew               | Seattle Slew     |
| 父 *ファルブラヴ 1998 鹿毛   | 父の母Gift of the Night 1990 黒鹿毛 | Slewpy                     | Rare Bouquet               |                  |
| 父 *ファルブラヴ 1998 鹿毛   | 父の母Gift of the Night 1990 黒鹿毛 | Little Nana                | Lithiot                    | Lithiot          |
| 父 *ファルブラヴ 1998 鹿毛   | 父の母Gift of the Night 1990 黒鹿毛 | Little Nana                | Nenana Road                |                  |
| 母 *カンザスガール 1998 栗毛 | 母の父*サンダーガルチ 1992 栗毛     | Gulch                      | Mr. Prospector             | Mr. Prospector   |
| 母 *カンザスガール 1998 栗毛 | 母の父*サンダーガルチ 1992 栗毛     | Gulch                      | Jameela                    |                  |
| 母 *カンザスガール 1998 栗毛 | 母の父*サンダーガルチ 1992 栗毛     | Line of Thunder            | Storm Bird                 | Storm Bird       |
| 母 *カンザスガール 1998 栗毛 | 母の父*サンダーガルチ 1992 栗毛     | Line of Thunder            | Shoot a Line               |                  |
| 母 *カンザスガール 1998 栗毛 | 母の母Speak Straight 1987 栗毛      | In Reality                 | Intentionally              | Intentionally    |
| 母 *カンザスガール 1998 栗毛 | 母の母Speak Straight 1987 栗毛      | In Reality                 | My Dear Girl               |                  |
| 母 *カンザスガール 1998 栗毛 | 母の母Speak Straight 1987 栗毛      | Narrator Type              | Shecky Greene              | Shecky Greene    |
| 母 *カンザスガール 1998 栗毛 | 母の母Speak Straight 1987 栗毛      | Narrator Type              | Arpey                      |                  |
| 母系(F-No.)                  | (FN:4-c)                            | (FN:4-c)                   | (FN:4-c)                   | [ § 3 ]          |
| 5代内の近親交配              | Northern Dancer 3×5=15.63%          | Northern Dancer 3×5=15.63% | Northern Dancer 3×5=15.63% | [ § 4 ]          |
| 出典                         | 1. 2. 3. 4.                         | 1. 2. 3. 4.                | 1. 2. 3. 4.                | 1. 2. 3. 4.      |

- 甥にNARグランプリ2歳最優秀牡馬のナッジがいる。